# Акшам
Akşam (тур. Акшам — «вечір, вечірня (газета)») — турецька щоденна газета. Заснована 20 вересня 1918 року в Стамбулі журналістами Казимом Шинасі Дерсаном, Фаліхом Рифки Атаєм, Алі Наджі Караджаном і політиком, колишнім міністром закордонних справ Туреччини, Неджметтіном Садаком. Слоган: «Türkiye'nin gazetesi» (тур. Газета Туреччини).
До 1920 року газета виходила лише вечорами. 1957 року власник газети Малік Йолач продав її, і до 1971 року газета змінила кілька власників, поки її не викупила родина Илиджак. Після смерті глави сім'ї Кемаля Илиджака 1993 року газету викупив бізнесмен Ахмет Озель. Від 1997 року Akşam належала Çukurova Holding. 18 травня 2013 року власник газети Мехмет Емін Карамехмет продав її за борги Фонду страхування ощадних вкладів Туреччини. У червні того ж року головного редактора Ісмаїла Кючюккая змінив колишній депутат Партії справедливості і розвитку Туреччини від міста Бурси Мехмет Оджактан. 21 листопада 2013 року Cukurova Holding і Sancak Medya Grubu продали газету холдингу Türkmedya Yayın Grubu, що з 2016 року називається Esmedya, і належить бізнесменові Етему Санджаку, що належить до близького оточення президента Туреччини Реджепа Тайїпа Ердогана.
Akşam відносять до лояльних турецькому уряду газет.
У серпні 2015 року газети Akşam і Güneş опублікували на перших шпальтах листування в Twitter, яке нібито відбулося між Емре Услу, журналістом, який, за їх твердженням, є таємним інформатором, що пише в Twitter під псевдонімом Фуат Авні, і двома депутатами з опозиційної Республіканської народної партії Умутом Ораном і Акіфом Хамзачебі. У листуванні обговорювалися плани замаху на дочку Реджепа Тайїпа Ердогана Сюмейє Ердоган. На газети подали позов до суду за наклеп. Суд визнав матеріали газет сфабрикованими.

## Факти
Akşam згадується в книзі турецького письменника Орхана Памука «Стамбул. Місто спогадів».